# اليابان في الألعاب البارالمبية الصيفية 2024
شاركت اليابان في عدة رياضات في الألعاب البارالمبية الصيفية 2024 في باريس، وذلك خلال الفترة من 28 أغسطس إلى 8 سبتمبر.

## قائمة الميداليات
| الميدالية | الرياضي(ة) | الرياضة                         | السابقة                                            | التاريخ  |
| --------- | --- | ------------------------------- | -------------------------------------------------- | -------- |
| ذهبية     | تاكايوكي سوزوكي | السباحة                         | 50 متر سباحة صدر فئة إس بي 3                       | 29 أغسطس |
| ذهبية     | كييتشي كيمورا | السباحة                         | 50 متر سباحة حرة فئة إس 11                         | 31 أغسطس |
| ذهبية     | سارينا ساتومي | الريشة الطائرة                  | فردي السيدات فئة دبليو إتش 1                       | 2 سبتمبر |
| ذهبية     | منتخب اليابان لكرة الرغبي على الكراسي المتحركة دايسوكي إيكيزاكي ريوجي كوسابا يوكينوبو إيكي هيتوشي أوغاوا هيديفومي واكاياما يوكي هاسيغاوا كاي كوراهاشي ماسايوكي هاغا شينيتشي شيماكاوا شونيا ناكاماتشي سييا نوريماتسو كاتسويا هاشيموتو | الرغبي على الكراسي المتحركة ‏    | البطولة المختلطة                                   | 2 سبتمبر |
| ذهبية     | دايكي كاجيوارا | الريشة الطائرة                  | فردي الرجال فئة دبليو إتش 2                        | 2 سبتمبر |
| ذهبية     | يوي كاميجي مانامي تاناكا | كرة المضرب على الكراسي المتحركة | زوجي السيدات                                       | 5 سبتمبر |
| ذهبية     | ناتسوكي وادا | تنس الطاولة                     | فردي السيدات فئة سي 11                             | 5 سبتمبر |
| ذهبية     | منتخب اليابان لكرة الهدف للرجال يوتو سانو هاروكي توري يوجي تاغوتشي ناوكي هاغيوارا كازويا كانيكو كوجي مياجيكي | كرة الهدف                       | بطولة الرجال                                       | 5 سبتمبر |
| ذهبية     | يوي كاميجي | كرة المضرب على الكراسي المتحركة | فردي السيدات                                       | 6 سبتمبر |
| ذهبية     | جونكو هيروسي | الجودو                          | 57 كلغ سيدات فئة جي 2                              | 6 سبتمبر |
| ذهبية     | يوجيرو سيتو | الجودو                          | 73 كلغ رجال فئة جي 2                               | 6 سبتمبر |
| ذهبية     | كييتشي كيمورا | السباحة                         | 100 متر سباحة فراشة فئة إس 11                      | 6 سبتمبر |
| ذهبية     | كييكو سوغيورا | سباق الدراجات                   | سباق الطريق للسيدات فئة سي 1-3                     | 7 سبتمبر |
| ذهبية     | توكيتو أودا | كرة المضرب على الكراسي المتحركة | فردي الرجال                                        | 7 سبتمبر |
| فضية      | كينيا كاراساوا | ألعاب القوى                     | 5000 متر رجال فئة تي 11                            | 30 أغسطس |
| فضية      | تاكايوكي سوزوكي | السباحة                         | 100 متر سباحة حرة فئة إس 4                         | 30 أغسطس |
| فضية      | توموكي ساتو | ألعاب القوى                     | 400 متر رجال فئة تي 52                             | 30 أغسطس |
| فضية      | كوتا كوبوتا | السباحة                         | 100 متر سباحة ظهر فئة إس 8                         | 31 أغسطس |
| فضية      | سارينا ساتومي يوما يامازاكي | الريشة الطائرة                  | زوجي السيدات فئة دبليو إتش 1-2                     | 1 سبتمبر |
| فضية      | كييكو أونيداني | ألعاب القوى                     | رمي القرص سيدات فئة إف 53                          | 2 سبتمبر |
| فضية      | ريوتا فوكوناغا | ألعاب القوى                     | 400 متر رجال فئة تي 13                             | 5 سبتمبر |
| فضية      | شيزوكا هانغاي | الجودو                          | 48 كلغ سيدات فئة جي 1                              | 5 سبتمبر |
| فضية      | تاكويا ميكي توكيتو أودا | كرة المضرب على الكراسي المتحركة | زوجي الرجال                                        | 6 سبتمبر |
| فضية      | تاكايوكي سوزوكي | السباحة                         | 50 متر سباحة حرة فئة إس 4                          | 6 سبتمبر |
| برونزية   | أوتشو توميتا | السباحة                         | 400 متر سباحة حرة فئة إس 11                        | 30 أغسطس |
| برونزية   | تومويا إيتو | ألعاب القوى                     | 400 متر رجال فئة تي 52                             | 30 أغسطس |
| برونزية   | ميكا ميزوتا | الرماية                         | آر 5 مختلط 10 متر بندقية هوائية مضطجع فئة إس إتش 2 | 1 سبتمبر |
| برونزية   | هيرومي إندو | البوتشيا                        | فردي السيدات فئة بي سي 1                           | 1 سبتمبر |
| برونزية   | شوتا كاواكامي | ألعاب القوى                     | 100 متر رجال فئة تي 13                             | 1 سبتمبر |
| برونزية   | هيروشي مورايما دايكي كاجيوارا | الريشة الطائرة                  | زوجي الرجال فئة دبليو إتش 1-2                      | 1 سبتمبر |
| برونزية   | ناوهيدي ياماغوتشي | السباحة                         | 100 متر سباحة صدر فئة إس بي 14                     | 2 سبتمبر |
| برونزية   | تاكايوكي سوزوكي | السباحة                         | 200 متر سباحة حرة فئة إس 4                         | 3 سبتمبر |
| برونزية   | أيانو تسوجيوتشي | السباحة                         | 100 متر سباحة حرة فئة إس 12                        | 4 سبتمبر |
| برونزية   | أيرا كينوشيتا | السباحة                         | 200 متر متنوع فردي فئة إس إم 14                    | 4 سبتمبر |
| برونزية   | هيرومي إندو تاكايوكي هيروسي هيديتاكا سوغيمورا | البوتشيا                        | فرق مختلطة فئة بي سي 1-2                           | 5 سبتمبر |
| برونزية   | كانامي فوروكاوا | تنس الطاولة                     | فردي السيدات فئة سي 11                             | 5 سبتمبر |
| برونزية   | توموكي ساتو | ألعاب القوى                     | 100 متر رجال فئة تي 52                             | 6 سبتمبر |
| برونزية   | كازوسا أوغاوا | الجودو                          | 70 كلغ سيدات فئة جي 2                              | 6 سبتمبر |
| برونزية   | أوتشو توميتا | السباحة                         | 100 متر سباحة فراشة فئة إس 11                      | 6 سبتمبر |
| برونزية   | توموكي سوزوكي | ألعاب القوى                     | ماراثون رجال فئة تي 54                             | 8 سبتمبر |
| برونزية   | ميساتو ميتشيشيتا | ألعاب القوى                     | ماراثون سيدات فئة تي 12                            | 8 سبتمبر |

## المشاركين
فيما يلي قائمة بأعداد الرياضيين اليابانيين الذين شاركوا في كل مسابقة من مسابقات هذه الدورة البارالمبية.
| الرياضة                         | رجال | سيدات | المجموع |
| ------------------------------- | ---- | ----- | ------- |
| النبالة                         | 2    | 0     | 2       |
| ألعاب القوى                     | 22   | 18    | 40      |
| الريشة الطائرة                  | 6    | 6     | 12      |
| البوتشيا                        | 4    | 3     | 7       |
| سباق الدراجات                   | 2    | 1     | 3       |
| الفروسية                        | 2    | 0     | 2       |
| كرة القدم الخماسية              | 10   | 0     | 10      |
| كرة الهدف                       | 6    | 6     | 12      |
| الجودو                          | 2    | 4     | 6       |
| البارا كانو ‏                    | 1    | 3     | 4       |
| البارا ترياثلون ‏                | 3    | 1     | 4       |
| رفع الأثقال                     | 1    | 0     | 1       |
| التجديف                         | 1    | 0     | 1       |
| الرماية                         | 1    | 2     | 3       |
| السباحة                         | 12   | 10    | 22      |
| تنس الطاولة                     | 6    | 3     | 9       |
| التايكوندو                      | 2    | 0     | 2       |
| كرة السلة على الكراسي المتحركة  | 0    | 12    | 12      |
| المبارزة على الكراسي المتحركة   | 3    | 1     | 4       |
| ركبي الكراسي المتحركة           | 11   | 1     | 12      |
| كرة المضرب على الكراسي المتحركة | 4    | 4     | 8       |
| المجموع                         | 101  | 75    | 176     |

## النبالة
حصلت اليابان على مقاعد في مسابقة القوس المنحني المختلط ومسابقة القوس المركب للرجال بناء على نتائج رياضييها في بطولة العالم البارالمبية للنبالة 2023 في بلزن في جمهورية التشيك وبطولة آسيا 2023 في بانكوك بتايلاند.
| الرياضي         | المسابقة                        | جولة التصنيف | جولة التصنيف | دور ال32                     | دور ال16                | ربع النهائي     | نصف النهائي     | النهائي         | النهائي |
| الرياضي         | المسابقة                        | النتيجة      | الترتيب      | المنافس النتيجة              | المنافس النتيجة         | المنافس النتيجة | المنافس النتيجة | المنافس النتيجة | الترتيب |
| --------------- | ------------------------------- | ------------ | ------------ | ---------------------------- | ----------------------- | --------------- | --------------- | --------------- | ------- |
| أويه يويا       | فردي الرجال القوس المركب مفتوح  | 682          | 23           | ميلني (أستراليا) · خ 142–147 | لم يتأهل                | لم يتأهل        | لم يتأهل        | لم يتأهل        | =17     |
| توموهيرو أوياما | فردي الرجال القوس المنحني مفتوح | 599          | 22           | ترافيساني (إيطاليا) · ف 6–2  | تشيزيك (بولندا) · خ 3–7 | لم يتأهل        | لم يتأهل        | لم يتأهل        | =9      |

## ألعاب القوى
حصل رياضيو ألعاب القوى اليابانيون على أماكن مؤهلة للمسابقات التالية بناءً على نتائجهم في بطولة العالم 2023، بطولة العالم 2024، أو من خلال التخصيص على أساس الأداء العالي، طالما أنهم يستوفون الحد الأدنى لمعايير التأهل.
- ملاحظة–الترتيبات المعطاة لمسابقات المضمار هي فقط ضمن شوط الرياضي
- Q = تأهل للجولة التالية
- q = تأهل للجولة التالية كأسرع خاسر أو، في مسابقات الميدان، حسب المركز دون تحقيق الهدف المؤهل
- DQ = استبعاد
- PR = رقم قياسي بارالمبي
- AR = رقم قياسي إقليمي (أو قاري)
- NR = رقم قياسي وطني
- N/A = الجولة غير مطبقة للمسابقة
- Bye = الرياضي غير مطالب بالمنافسة في الجولة

مسابقات المضمار والطريق
الرجال
| الرياضي          | المسابقة           | الشوط                               | الشوط   | النهائي                                | النهائي  |
| الرياضي          | المسابقة           | النتيجة                             | الترتيب | النتيجة                                | الترتيب  |
| ---------------- | ------------------ | ----------------------------------- | ------- | -------------------------------------- | -------- |
| شوتا كاواكامي    | 100 متر فئة تي 13  | 10.80                               | 2 Q     | 10.80                                  | الثالث   |
| تاتسويا إيتو     | 100 متر فئة تي 52  | 17.76                               | 4 q     | 17.91                                  | 8        |
| تاتسويا إيتو     | 400 متر فئة تي 52  | 1:09.55                             | 5       | لم يتأهل                               | لم يتأهل |
| تومويا إيتو      | 100 متر فئة تي 52  | 17.58                               | 4 q     | 17.67                                  | 7        |
| تومويا إيتو      | 400 متر فئة تي 52  | 1:00.42                             | 2 Q     | 1:01.08                                | الثالث   |
| توموكي ساتو      | 100 متر فئة تي 52  | 17.20                               | 1 Q     | 17.44                                  | الثالث   |
| توموكي ساتو      | 400 متر فئة تي 52  | 58.04                               | 1 Q     | 56.26                                  | الثاني   |
| توموكي إيكوما    | 100 متر فئة تي 54  | 14.73                               | 5       | لم يتأهل                               | لم يتأهل |
| كينغو أوشيما     | 100 متر فئة تي 64  | 11.24 السجلات اليابانية في الرياضة ‏ | 5       | لم يتأهل                               | لم يتأهل |
| كينغو أوشيما     | 200 متر فئة تي 64  | DNS                                 | –       | لم يتأهل                               | لم يتأهل |
| شونسوكي إيتاني   | 200 متر فئة تي 64  | 23.67                               | 4 q     | 23.50                                  | 7        |
| ريوتا فوكوناغا   | 400 متر فئة تي 13  | —                                   | —       | 48.07                                  | الثاني   |
| تاكيرو ماتسوموتو | 400 متر فئة تي 36  | —                                   | —       | 53.63 السجلات اليابانية في الرياضة ‏    | 4        |
| كينيا كاراساوا   | 1500 متر فئة تي 11 | 4:06.86                             | 3 q     | 4:04.40 السجلات اليابانية في الرياضة ‏  | 4        |
| كينيا كاراساوا   | 5000 متر فئة تي 11 | —                                   | —       | 14:51.48 السجلات اليابانية في الرياضة ‏ | الثاني   |
| دايكي أكاي       | 1500 متر فئة تي 20 | —                                   | —       | 3:57.58                                | 5        |
| يوجي توغاوا      | 1500 متر فئة تي 20 | —                                   | —       | 4:02.68                                | 6        |
| توموكي سوزوكي    | 1500 متر فئة تي 54 | 3:05.31                             | 5 Q     | 2:53.99                                | 7        |
| توموكي سوزوكي    | ماراثون فئة تي 54  |                                     |         |                                        |          |
| شينيا وادا       | 5000 متر فئة تي 11 | —                                   | —       | 15:16.41                               | 4        |
| شينيا وادا       | ماراثون فئة تي 12  |                                     |         |                                        |          |
| تاداشي هوريكوشي  | ماراثون فئة تي 12  |                                     |         |                                        |          |
| يوتاكا كوماغاي   | ماراثون فئة تي 12  |                                     |         |                                        |          |
| ريوتا يوشيدا     | ماراثون فئة تي 54  |                                     |         |                                        |          |

النساء
| الرياضية         | المسابقة           | الشوط   | الشوط   | النهائي  | النهائي  |
| الرياضية         | المسابقة           | النتيجة | الترتيب | النتيجة  | الترتيب  |
| ---------------- | ------------------ | ------- | ------- | -------- | -------- |
| أوران ساوادا     | 100 متر فئة تي 12  | 12.90   | 4       | لم تتأهل | لم تتأهل |
| هاروكا كيتاورا   | 100 متر فئة تي 34  | 19.68   | 4 q     | 19.81    | 7        |
| موي أونوديرا     | 100 متر فئة تي 34  | 19.08   | 3 Q     | 18.94    | 6        |
| موي أونوديرا     | 800 متر فئة تي 34  | —       | —       | 2:15.85  | 6        |
| أيانو يوشيدا     | 100 متر فئة تي 34  | 20.43   | 5 q     | 20.07    | 8        |
| يوكا تاكاماتسو   | 100 متر فئة تي 38  | 14.86   | 9       | لم تتأهل | لم تتأهل |
| ساي تسوجي        | 100 متر فئة تي 47  | 12.94   | 7       | لم تتأهل | لم تتأهل |
| ساي تسوجي        | 400 متر فئة تي 47  | 1:00.19 | 4 q     | 59.13    | 7        |
| كايدي مايغاوا    | 100 متر فئة تي 63  | 16.34   | 5       | لم تتأهل | لم تتأهل |
| توموم توزاوا     | 100 متر فئة تي 63  | 15.85   | 5       | لم تتأهل | لم تتأهل |
| ساكي تاكاكووا    | 100 متر فئة تي 64  | 13.85   | 6       | لم تتأهل | لم تتأهل |
| مانا ساساكي      | 400 متر فئة تي 13  | 58.77   | 3 Q     | 58.35    | 7        |
| موئيكو ياماموتو  | 1500 متر فئة تي 20 | —       | —       | 5:16.70  | 9        |
| ميساتو ميتشيشيتا | ماراثون فئة تي 12  | —       | —       | 3:04:23  | الثالث   |
| تسوباسا كينا     | ماراثون فئة تي 54  | —       | —       | 2:04:53  | 12       |
| واكاكو تسوتشيدا  | ماراثون فئة تي 54  | —       | —       | 1:52:39  | 6        |

مختلط
| الرياضي                                               | المسابقة          | الشوط   | الشوط   | النهائي | النهائي |
| الرياضي                                               | المسابقة          | النتيجة | الترتيب | النتيجة | الترتيب |
| ----------------------------------------------------- | ----------------- | ------- | ------- | ------- | ------- |
| تاكيرو ماتسوموتو توموكي إيكوما أوران ساوادا ساي تسوجي | تتابع 4 × 100 متر | 47.09   | 2 q     | 48.16   | 4       |

مسابقات الميدان
الرجال
| الرياضي          | المسابقة               | النهائي | النهائي |
| الرياضي          | المسابقة               | المسافة | المركز  |
| ---------------- | ---------------------- | ------- | ------- |
| دايكي إيشياما    | الوثب الطويل فئة تي 12 | 6.75    | 5       |
| ريوتا فوكوناغا   | الوثب الطويل فئة تي 13 | 6.55    | 7       |
| ياماتو شيمبو     | رمي القرص فئة إف 37    | 51.37   | 4       |
| يوتا واكوه       | رمي الرمح فئة إف 13    | 58.49   | 7       |
| شونيا تاكاهاشي   | رمي الرمح فئة إف 46    | 59.76   | 6       |
| أكيهيرو ياماناكي | رمي الرمح فئة إف 46    | 57.67   | 7       |

النساء
| الرياضية       | المسابقة               | النهائي                             | النهائي |
| الرياضية       | المسابقة               | المسافة                             | المركز  |
| -------------- | ---------------------- | ----------------------------------- | ------- |
| أوران ساوادا   | الوثب الطويل فئة تي 12 | 4.90                                | 6       |
| سونومي ساكاي   | الوثب الطويل فئة تي 20 | 4.87                                | 13      |
| كايدي مايغاوا  | الوثب الطويل فئة تي 63 | 4.50                                | 6       |
| توموم توزاوا   | الوثب الطويل فئة تي 63 | 4.58                                | 5       |
| مايا ناكانيشي  | الوثب الطويل فئة تي 64 | 4.91                                | 7       |
| ساكي تاكاكووا  | الوثب الطويل فئة تي 64 | 5.04                                | 5       |
| يوكيكو سايتو   | دفع الجلة فئة إف 46    | 11.61                               | 4       |
| كييكو أونيداني | رمي القرص فئة إف 53    | 15.78 السجلات اليابانية في الرياضة ‏ | الثاني  |

## الريشة الطائرة
شاركت اليابان بأحد عشر رياضيا في مسابقات الريشة الطائرة بهذه الدورة من الألعاب البارالمبية.
الرجال
| الرياضي                          | المسابقة           | مرحلة المجموعات                                      | مرحلة المجموعات                        | مرحلة المجموعات  | مرحلة المجموعات | ربع النهائي            | نصف النهائي     | النهائي / م.ب                          | النهائي / م.ب |
| الرياضي                          | المسابقة           | المنافس النتيجة                                      | المنافس النتيجة                        | المنافس النتيجة  | الترتيب         | المنافس النتيجة        | المنافس النتيجة | المنافس النتيجة                        | الترتيب       |
| -------------------------------- | ------------------ | ---------------------------------------------------- | -------------------------------------- | ---------------- | --------------- | ---------------------- | --------------- | -------------------------------------- | ------------- |
| هيروشي مورايما                   | فردي دبليو إتش 1   | أوسامو ناغاشيما (اليابان) · ف 2-0                    | تشوي (كوريا الجنوبية) · خ 0-2          | —                | 2               | جيونغ (كوريا الجنوبية) |                 |                                        |               |
| أوسامو ناغاشيما                  | فردي دبليو إتش 1   | مورايما (اليابان) · خ 0-2                            | تشوي (كوريا الجنوبية) · خ 0-2          | —                | 3               | لم يتأهل               | لم يتأهل        | لم يتأهل                               | لم يتأهل      |
| دايكي كاجيوارا                   | فردي دبليو إتش 2   | ماتسوموتو (اليابان)                                  | أولجياتي (سويسرا)                      | —                |                 |                        |                 | تشان هو (هونغ كونغ) · ف (21-10، 21-10) | الأول         |
| تاكومي ماتسوموتو                 | فردي دبليو إتش 2   | كاجيوارا (اليابان)                                   | أولجياتي (سويسرا)                      | —                |                 |                        |                 |                                        |               |
| دايسوكي فوجيهارا                 | فردي إس إل 3       | تشيركوف (أوكرانيا) · ف (19–21، 21–16، 21–17)         | دانيال بيثيل (بريطانيا العظمى) · خ 0-2 | تشيز (نيوزيلندا) |                 |                        |                 |                                        |               |
| تايو إيماي                       | فردي إس يو 5       | أنريموستي (إندونيسيا) · خ (18–21، 14–21)             | فانغ جين يو (تايبيه الصينية)           | أنوار (ماليزيا)  |                 |                        |                 |                                        |               |
| دايكي كاجيوارا هيروشي مورايما    | زوجي دبليو إتش 1-2 | نورلان / · راملي (ماليزيا) · ف (17–21، 21–13، 21–16) |                                        |                  |                 |                        |                 |                                        |               |
| تاكومي ماتسوموتو أوسامو ناغاشيما | زوجي دبليو إتش 1-2 | جاكوبس / · توبي (فرنسا) · ف 2-1                      |                                        |                  |                 |                        |                 |                                        |               |

النساء
| الرياضية                    | المسابقة           | مرحلة المجموعات                                       | مرحلة المجموعات      | مرحلة المجموعات      | مرحلة المجموعات | نصف النهائي      | النهائي / م.ب    | النهائي / م.ب |
| الرياضية                    | المسابقة           | المنافسة النتيجة                                      | المنافسة النتيجة     | المنافسة النتيجة     | الترتيب         | المنافسة النتيجة | المنافسة النتيجة | الترتيب       |
| --------------------------- | ------------------ | ----------------------------------------------------- | -------------------- | -------------------- | --------------- | ---------------- | ---------------- | ------------- |
| سارينا ساتومي               | فردي دبليو إتش 1   | ين منغلو (الصين)                                      | غوروديتسكي (إسرائيل) | ماثيز (سويسرا)       |                 |                  |                  |               |
| يوما يامازاكي               | فردي دبليو إتش 2   | ليو يوتونغ (الصين)                                    | سيتشكين (تركيا)      | —                    |                 |                  |                  |               |
| نوريكو إيتو                 | فردي إس إل 3       | يلديز (تركيا) · خ 0-2                                 | شياو زوشيان (الصين)  | هينبرايوان (تايلاند) |                 |                  |                  |               |
| فوجينو هاروكا               | فردي إس إل 4       | سيانسوبا (تايلاند)                                    | ساغوي (النرويج)      | —                    |                 |                  |                  |               |
| ماميكو تويودا               | فردي إس يو 5       | كاميياما (اليابان) · ف 2-0                            | روزنغرين (الدنمارك)  | —                    |                 |                  |                  |               |
| كايدي كاميياما              | فردي إس يو 5       | تويودا (اليابان) · خ 0-2                              | روزنغرين (الدنمارك)  | —                    |                 |                  |                  |               |
| سارينا ساتومي يوما يامازاكي | زوجي دبليو إتش 1-2 | جونغ جي-أول / · كوون هيون-آه (كوريا الجنوبية) · ف 2-0 |                      |                      |                 |                  |                  |               |

مختلط
| الرياضي                | المسابقة               | مرحلة المجموعات                                             | مرحلة المجموعات | مرحلة المجموعات | مرحلة المجموعات | نصف النهائي     | النهائي / م.ب   | النهائي / م.ب |
| الرياضي                | المسابقة               | المنافس النتيجة                                             | المنافس النتيجة | المنافس النتيجة | الترتيب         | المنافس النتيجة | المنافس النتيجة | الترتيب       |
| ---------------------- | ---------------------- | ----------------------------------------------------------- | --------------- | --------------- | --------------- | --------------- | --------------- | ------------- |
| تايو إيماي نوريكو إيتو | زوجي إس إل 3 - إس يو 5 | سيتياوان / · خاليماتوس ساديا (إندونيسيا) · خ (12–21، 23–25) |                 |                 |                 |                 |                 |               |

## البوتشيا
شاركت اليابان بستة رياضيين في مسابقات البوتشيا في هذه الألعاب البارالمبية، هذه المقاعد الستة أتت بعد ترشيح أفضل رياضيين فرديين في مسابقات الرجال الفردية فئة بي سي 4؛ وأفضل أربعة في مسابقات الفرق فئة بي سي 1/بي سي 2، من خلال الترتيب العالمي النهائي؛ ومن خلال الفوز بالميدالية البرونزية في مسابقة الأزواج المختلطة فئة بي سي 3، في بطولة التأهل البارالمبي 2024 في قلمرية في البرتغال.
| الرياضي                                       | المسابقة                       | مباريات المجموعة                 | مباريات المجموعة                       | مباريات المجموعة             | مباريات المجموعة | الملحق                      | ربع النهائي                          | نصف النهائي                    | النهائي / م.ب                     | النهائي / م.ب |
| الرياضي                                       | المسابقة                       | المنافس النتيجة                  | المنافس النتيجة                        | المنافس النتيجة              | الترتيب          | المنافس النتيجة             | المنافس النتيجة                      | المنافس النتيجة                | المنافس النتيجة                   | الترتيب       |
| --------------------------------------------- | ------------------------------ | -------------------------------- | -------------------------------------- | ---------------------------- | ---------------- | --------------------------- | ------------------------------------ | ------------------------------ | --------------------------------- | ------------- |
| تاكايوكي هيروسي                               | فردي الرجال فئة بي سي 2        | دانيك ألارد (كندا) · ف 6–2       | يان زيكيانغ (الصين) · خ 0–17           | يودها (إندونيسيا) · خ 2–5    | 3                | لم يتأهل                    | لم يتأهل                             | لم يتأهل                       | لم يتأهل                          | 18            |
| هيديتاكا سوغيمورا                             | فردي الرجال فئة بي سي 2        | لان زيجيان (الصين) · ف 5–0       | لي شي هونغ (ماليزيا) · ف 6–5           | هيرلانغا (إندونيسيا) · خ 2–3 | 2 Q              | يان زيكيانغ (الصين) · ف 5–2 | سانغامبا (تايلاند) · خ 3–5           | لم يتأهل                       | لم يتأهل                          | 8             |
| ماسايوكي أريتا                                | فردي الرجال فئة بي سي 3        | كارفالهو (البرازيل) · ف 5–4      | بوليكرونيديس (اليونان) · خ 0–9         | مينار (فرنسا) · خ 2–4        | 3                | —                           | لم يتأهل                             | لم يتأهل                       | لم يتأهل                          | 12            |
| شونسوكي أوتشيدا                               | فردي الرجال فئة بي سي 4        | تشنغ (الصين) · خ 1–10            | أندري مارتينز كوستا (البرازيل) · ف 8–2 | ليونغ (هونغ كونغ) · خ 2–8    | 3                | —                           | لم يتأهل                             | لم يتأهل                       | لم يتأهل                          | 11            |
| يوكيرو فوجي                                   | فردي النساء فئة بي سي 1        | آيلين فلوريس (الأرجنتين) · ف 4–2 | دي أوليفيرا (البرازيل) · ف 6–1         | —                            | 1 Q              | —                           | أوبير (فرنسا) · خ 3–4                | لم تتأهل                       | لم تتأهل                          | 5             |
| هيرومي إندو                                   | فردي النساء فئة بي سي 1        | كوزا (بولندا) · ف 5–4            | ديسيلفا-أندراديه (برمودا) · ف 5–1      | —                            | 1 Q              | —                           | باسيتش (كرواتيا) · ف 7–0             | جيرالين تان (سنغافورة) · خ 1–5 | ديسيلفا-أندراديه (برمودا) · ف 7–0 | الثالث        |
| آيان إيتشينوي                                 | فردي النساء فئة بي سي 3        | كالوبي (بيرو) · ف 5-1            | نتينتا (اليونان) · ف 8–0               | فيراندو (الأرجنتين) · خ 3–6  | 2 Q              | —                           | كانغ سون-هي (كوريا الجنوبية) · خ 2–3 | لم تتأهل                       | لم تتأهل                          | 7             |
| ماسايوكي أريتا آيان إيتشينوي                  | الزوجي المختلط فئة بي سي 3     | فرنسا · خ 3–3*                   | أستراليا · خ 2–5                       | —                            | 3                | —                           | لم يتأهلوا                           | لم يتأهلوا                     | لم يتأهلوا                        | 9             |
| تاكايوكي هيروسي هيديتاكا سوغيمورا هيرومي إندو | فرق مختلطة فئة بي سي 1/بي سي 2 | تونس · ف 11–1                    | كوريا الجنوبية · ف 5–3                 | —                            | 1 Q              | —                           | البرازيل · ف 4*–4                    | إندونيسيا · خ 0–9              | كوريا الجنوبية · ف 8–3            | الثالث        |

## كرة القدم الخماسية
ملخص المشاركة
| الفريق               | المسابقة     | مرحلة المجموعات  | مرحلة المجموعات | مرحلة المجموعات   | مرحلة المجموعات | نصف النهائي     | النهائي / م.ب   | النهائي / م.ب |
| الفريق               | المسابقة     | المنافس النتيجة  | المنافس النتيجة | المنافس النتيجة   | الترتيب         | المنافس النتيجة | المنافس النتيجة | الترتيب       |
| -------------------- | ------------ | ---------------- | --------------- | ----------------- | --------------- | --------------- | --------------- | ------------- |
| منتخب اليابان للرجال | بطولة الرجال | كولومبيا · خ 0–1 | المغرب · خ 0–1  | الأرجنتين · خ 0–1 | 4               | —               | تركيا · خ 0–2   | 8             |

قائمة الفريق

المدرب: إيجي ناكاغاوا
الجدول التالي يُوضح تشكيلة منتخب اليابان لكرة القدم الخماسية للمكفوفين التي شاركت في دورة الألعاب البارالمبية الصيفية 2024.
| ر. | م. | اللاعب             | الفئة | تاريخ الازدياد (العمر)    |
| -- | -- | ------------------ | ----- | ------------------------- |
| 1  | GK | دايسوكي ساتو       | مُبصر  | 16 يونيو 1984 (العمر 40)  |
| 2  | DF | فوتو ناغاموري      | B1    | 19 فبراير 2001 (العمر 23) |
| 3  | DF | روبرتويزومي ساساكي | B1    | 1 مايو 1978 (العمر 46)    |
| 4  | FW | هيروتوت تاكاهاشي   | B1    | 5 أكتوبر 1998 (العمر 25)  |
| 6  | MF | تايشي هيراباياشي   | B1    | 2 أكتوبر 2006 (العمر 17)  |
| 8  | FW | ماساكي غوتو        | B1    | 8 أبريل 1985 (العمر 39)   |
| 10 | MF | ريو كاوامورا       | B1    | 12 فبراير 1989 (العمر 35) |
| 11 | MF | كينتو توري         | B1    | 9 يونيو 1991 (العمر 33)   |
| 14 | FW | يوزوكي سونوبي      | B1    | 31 أغسطس 2003 (العمر 20)  |
| 15 | GK | كينيا إيزومي       | مُبصر  | 25 يوليو 1992 (العمر 32)  |

مرحلة المجموعات
| م | الفريق    | لعب | ف | ت | خ | أ.له | أ.ع | أ.ف | نقاط | التأهل               |
| - | --------- | --- | - | - | - | ---- | --- | --- | ---- | -------------------- |
| 1 | كولومبيا  | 3   | 2 | 1 | 0 | 2    | 0   | +2  | 7    | نصف النهائي          |
| 2 | الأرجنتين | 3   | 1 | 2 | 0 | 1    | 0   | +1  | 5    | نصف النهائي          |
| 3 | المغرب    | 3   | 1 | 1 | 1 | 1    | 1   | 0   | 4    | مباراة المركز الخامس |
| 4 | اليابان   | 3   | 0 | 0 | 3 | 0    | 3   | −3  | 0    | مباراة المركز السابع |

| اليابان | 0–1   | كولومبيا   |
| ------- | ----- | ---------- |
|         | تقرير | - بيريز 8' |

| اليابان | 0–1   | المغرب              |
| ------- | ----- | ------------------- |
|         | تقرير | - ساساكي 26' (ه.ذ.) |

| الأرجنتين      | 1–0   | اليابان |
| -------------- | ----- | ------- |
| - فرنانديز 10' | تقرير |         |

مباراة المركز السابع
مباراة تحديد المركزين السابع والثامن
| تركيا                   | 2–0   | اليابان |
| ----------------------- | ----- | ------- |
| - شاتاي 22' - أصلان 29' | تقرير |         |

## ركوب الدراجات
شاركت اليابان في رياضة ركوب الدراجات برياضيين اثنين في هذه الألعاب.

### الطريق
الرجال
| الرياضي                           | المسابقة                             | التأهيل | التأهيل | النهائي | النهائي |
| الرياضي                           | المسابقة                             | النتيجة | الترتيب | النتيجة | الترتيب |
| --------------------------------- | ------------------------------------ | ------- | ------- | ------- | ------- |
| كازوهي كيمورا القائد: كياكي ميورا | سباق الطريق للرجال فئة ب             |         |         |         |         |
| كازوهي كيمورا القائد: كياكي ميورا | سباق الطريق ضد الوقت للرجال فئة ب    |         |         |         |         |
| شوتا كاواموتو                     | سباق الطريق للرجال فئة سي 1-3        |         |         |         |         |
| شوتا كاواموتو                     | سباق الطريق ضد الوقت للرجال فئة سي 2 |         |         |         |         |

النساء
| الرياضية      | المسابقة                               | التأهيل | التأهيل | النهائي | النهائي |
| الرياضية      | المسابقة                               | النتيجة | الترتيب | النتيجة | الترتيب |
| ------------- | -------------------------------------- | ------- | ------- | ------- | ------- |
| كييكو سوغيورا | سباق الطريق ضد الوقت للنساء فئة سي 1-3 |         |         |         |         |
| كييكو سوغيورا | سباق الطريق للنساء فئة سي 1-3          |         |         |         |         |

### المضمار
الرجال
| الرياضي                           | المسابقة                        | التأهيل  | التأهيل | النهائي                                                                      | النهائي  |
| الرياضي                           | المسابقة                        | النتيجة  | الترتيب | النتيجة                                                                      | الترتيب  |
| --------------------------------- | ------------------------------- | -------- | ------- | ---------------------------------------------------------------------------- | -------- |
| كازوهي كيمورا القائد: كياكي ميورا | سباق ضد الوقت للرجال فئة ب      |          |         |                                                                              |          |
| كازوهي كيمورا القائد: كياكي ميورا | سباق المطاردة للرجال فئة ب      | 4:28.676 | 10      | لم يتأهل                                                                     | لم يتأهل |
| شوتا كاواموتو                     | سباق ضد الوقت للرجال فئة سي 1-3 | 1:07.375 | 6 Q     | 1:07.659                                                                     | 6        |
| شوتا كاواموتو                     | سباق المطاردة للرجال فئة سي 2   | 3:29.875 | 4 QB    | منافسة الميدالية البرونزية · روبرتسون (بريطانيا العظمى) · خ3:33.488-3:30.497 | 4        |

النساء
| الرياضية      | المسابقة                               | التأهيل  | التأهيل | النهائي  | النهائي  |
| الرياضية      | المسابقة                               | النتيجة  | الترتيب | النتيجة  | الترتيب  |
| ------------- | -------------------------------------- | -------- | ------- | -------- | -------- |
| كييكو سوغيورا | سباق ضد الوقت للنساء فئة سي 1-3        | 39.449   | 7       | لم تتأهل | لم تتأهل |
| كييكو سوغيورا | سباق المطاردة الفردي للنساء فئة سي 1-3 | 3:53.549 | 5       | لم تتأهل | لم تتأهل |

المفتاح: QB=نهائي الميدالية البرونزية؛ QG=نهائي الميدالية الذهبية؛ QF=النهائي

## الفروسية
شاركت اليابان بفارسين بارالمبيين في رياضة الفروسية، بناء على الترتيب العالمي في الفروسية.
فردي
| الرياضي      | الحصان       | المسابقة                                                                  | المجموع | المجموع |
| الرياضي      | الحصان       | المسابقة                                                                  | النتيجة | الترتيب |
| ------------ | ------------ | ------------------------------------------------------------------------- | ------- | ------- |
| شو إينابا    | هوزيت بي إتش | اختبار البطولة الفردي الدرجة الثانية [خطأ: تحقق من وسيط ورمز اللغة]       |         |         |
| شو إينابا    | هوزيت بي إتش | اختبار الحركات الحرة الفردي الدرجة الثانية [خطأ: تحقق من وسيط ورمز اللغة] |         |         |
| سوشي يوشيغوي | جافيرو       | اختبار البطولة الفردي الدرجة الثانية [خطأ: تحقق من وسيط ورمز اللغة]       |         |         |
| سوشي يوشيغوي | جافيرو       | اختبار الحركات الحرة الفردي الدرجة الثانية [خطأ: تحقق من وسيط ورمز اللغة] |         |         |

## كرة الهدف
تأهل منتخبا اليابان لكرة الهدف للرجال والنساء للألعاب البارالمبية.
ملخص المشاركة
| المنتخب               | المسابقة     | مرحلة المجموعات      | مرحلة المجموعات | مرحلة المجموعات | مرحلة المجموعات | ربع النهائي            | نصف النهائي     | النهائي / م.[           | النهائي / م.[ |
| المنتخب               | المسابقة     | المنافس النتيجة      | المنافس النتيجة | المنافس النتيجة | الترتيب         | المنافس النتيجة        | المنافس النتيجة | المنافس النتيجة         | الترتيب       |
| --------------------- | ------------ | -------------------- | --------------- | --------------- | --------------- | ---------------------- | --------------- | ----------------------- | ------------- |
| منتخب اليابان للرجال ‏ | بطولة الرجال | الصين خ 6–7          | أوكرانيا خ 8–9  | مصر ف 11–1      | 3 Q             | الولايات المتحدة ف 6–4 | الصين ف 13–5    | أوكرانيا ف 4–3 (ب.و.إ.) | الأول         |
| منتخب اليابان للنساء ‏ | بطولة النساء | كوريا الجنوبية ف 3–1 | كندا ف 2–1      | فرنسا ف 6–0     | 1 Q             | البرازيل خ 0–2         | —               | كندا خ 0–1              | 6             |

### بطولة الرجال
تأهل منتخب اليابان لكرة الهدف للرجال للألعاب البارالمبية بناء على النتيجة المحققة في دورة الألعاب العالمية 2023 في برمنغهام في بريطانيا العظمى.
قائمة الفريق

المدرب: ريكيا كودو
فيما يلي تشكيلة منتخب اليابان لكرة الهدف للرجال المُشاركة في الألعاب البارالمبية الصيفية.
| ر. | اللاعب         | الفئة | تاريخ الميلاد (العمر)     |
| -- | -------------- | ----- | ------------------------- |
| 1  | يوتو سانو      | بي 3 ‏ | 20 يونيو 2000 (العمر 24)  |
| 2  | هاروكي توري    | بي 3 ‏ | 7 أغسطس 2004 (العمر 20)   |
| 4  | يوجي تاغوشي    | بي 2  | 16 فبراير 1991 (العمر 33) |
| 5  | ناوكي هاغيوارا | بي 3 ‏ | 28 أكتوبر 1996 (العمر 27) |
| 7  | كازويا كانيكو  | بي 3 ‏ | 8 فبراير 2000 (العمر 24)  |
| 8  | كوجي مياجيكي   | بي 3 ‏ | 20 مارس 1995 (العمر 29)   |

مرحلة المجموعات
| م | الفريق   | لعب | ف | ت | خ | أ.له | أ.ع | أ.ف | نقاط | ت           |
| - | -------- | --- | - | - | - | ---- | --- | --- | ---- | ----------- |
| 1 | الصين    | 3   | 3 | 0 | 0 | 20   | 11  | +9  | 9    | ربع النهائي |
| 2 | أوكرانيا | 3   | 2 | 0 | 1 | 16   | 17  | −1  | 6    | ربع النهائي |
| 3 | اليابان  | 3   | 1 | 0 | 2 | 25   | 17  | +8  | 3    | ربع النهائي |
| 4 | مصر      | 3   | 0 | 0 | 3 | 8    | 24  | −16 | 0    | ربع النهائي |

| الصين                                    | 7–6     | اليابان                                                            |
| ---------------------------------------- | ------- | ------------------------------------------------------------------ |
| - يانغ 2'، 5'، 5'، 8'، 11'، 22' - هو 14' | التقرير | - كازويا كانيكو 2'، 14'، 16' - كوجي مياجيكي 3'، 6' - يوتو سانو 12' |

| اليابان                                                                     | 8–9     | أوكرانيا                                                                                 |
| --------------------------------------------------------------------------- | ------- | ---------------------------------------------------------------------------------------- |
| - كوجي مياجيكي 3'، 3'، 5'، 6'، 13'، 17' - يوتو سانو 11' - كازويا كانيكو 23' | التقرير | - رودين زيهالين 0'، 1' - فاسيل أوليينيك 2'، 8'، 13'، 16'، 21' - أنطون ستريلتشيك 13'، 17' |

| مصر           | 1–11    | اليابان                                                                                                |
| ------------- | ------- | --- |
| - عمر محمد 6' | التقرير | - يوتو سانو 6'، 6' - كازويا كانيكو 7'، 8'، 8'، 10' - كوجي مياجيكي 12'، 13'، 13'، 14' - هاروكي توري 13' |

ربع النهائي
| الولايات المتحدة                             | 4–6     | اليابان                                                 |
| -------------------------------------------- | ------- | ------------------------------------------------------- |
| - كالاهان يونغ 1'، 16' - تايلر ميرين 4'، 16' | التقرير | - كازويا كانيكو 2'، 3'، 21' - كوجي مياجيكي 9'، 15'، 15' |

نصف النهائي
| الصين                                | 5–13    | اليابان |
| ------------------------------------ | ------- | --- |
| - يانغ 1'، 8'، 17' - يو ديي 21'، 23' | التقرير | - كوجي مياجيكي 0'، 1'، 1'، 6'، 8' - كازويا كانيكو 7'، 7' (ركلة.)، 7'، 13'، 16'، 16' (ركلة.)، 20' (ركلة.) #default = (pen.)، 22' (ركلة.) |

مباراة الميدالية الذهبية
| 5 سبتمبر 2024 19:30 | أوكرانيا                        | 3–4 (ب.و.إ.) | اليابان                                                 | ساحة باريس الجنوبية، باريس الحكم: أنطونيوس كريستودولوس (اليونان) رومولداس فايتيكوس (ليتوانيا) |
| 5 سبتمبر 2024 19:30 | ستريلتشيك 4'، 21' · أوليينيك 8' | التقرير      | كازويا كانيكو 2' · كوجي مياجيكي 2' · يوتو سانو 15'، 25' | ساحة باريس الجنوبية، باريس الحكم: أنطونيوس كريستودولوس (اليونان) رومولداس فايتيكوس (ليتوانيا) |
| 5 سبتمبر 2024 19:30 |                                 |              |                                                         | ساحة باريس الجنوبية، باريس الحكم: أنطونيوس كريستودولوس (اليونان) رومولداس فايتيكوس (ليتوانيا) |

### بطولة النساء
تأهل منتخب اليابان لكرة الهدف للسيدات للألعاب البارالمبية بناء على مركز المنتخب في بطولة آسيا-المحيط الهادئ 2023 في هانغتشو في الصين.
قائمة الفريق

المدرب: ميهوكو تسوجي
فيما يلي قائمة منتخب اليابان في بطولة كرة الهدف لدورة الألعاب البارالمبية الصيفية 2024.
| No. | اللاعبة         | الفئة | تاريخ الميلاد (العمر)    |
| --- | --------------- | ----- | ------------------------ |
| 1   | يوكي تيما       | بي 1  | 26 يوليو 1990 (العمر 34) |
| 2   | مينامي آراي     | بي 3 ‏ | 22 يناير 2003 (العمر 21) |
| 4   | ساكي أمورو      | بي 1  | 5 مارس 1993 (العمر 31)   |
| 6   | نوريكا هاغيوارا | بي 2  | 3 مارس 2001 (العمر 23)   |
| 7   | ريكو تاكاهاشي   | بي 1  | 20 مارس 1998 (العمر 26)  |
| 9   | ماساي كوميا     | بي 1  | 8 مايو 1975 (العمر 49)   |

مرحلة المجموعات
| م | الفريق         | لعب | ف | ت | خ | أ.له | أ.ع | أ.ف | نقاط | ت           |
| - | -------------- | --- | - | - | - | ---- | --- | --- | ---- | ----------- |
| 1 | اليابان        | 3   | 3 | 0 | 0 | 11   | 2   | +9  | 9    | ربع النهائي |
| 2 | كندا           | 3   | 1 | 1 | 1 | 11   | 2   | +9  | 4    | ربع النهائي |
| 3 | كوريا الجنوبية | 3   | 1 | 1 | 1 | 7    | 4   | +3  | 4    | ربع النهائي |
| 4 | فرنسا (H)      | 3   | 0 | 0 | 3 | 1    | 22  | −21 | 0    | ربع النهائي |

| كوريا الجنوبية    | 1–3     | اليابان                        |
| ----------------- | ------- | ------------------------------ |
| - سيم سيون-هوا 3' | التقرير | - نوريكا هاغيوارا 7'، 17'، 23' |

| اليابان                    | 2–1     | كندا        |
| -------------------------- | ------- | ----------- |
| - نوريكا هاغيوارا 10'، 22' | التقرير | - راينكي 0' |

| فرنسا | 0–6     | اليابان                                                                                        |
| ----- | ------- | ---------------------------------------------------------------------------------------------- |
|       | التقرير | - نوريكا هاغيوارا 1' - ماساي كوميا 10'، 18' - يوكي تيما 11' - مينامي آراي 12' - ساكي أمورو 22' |

ربع النهائي
| اليابان | 0–2     | البرازيل                  |
| ------- | ------- | ------------------------- |
|         | التقرير | - جيسيكا فيتورينو 0'، 16' |

مباراة المركز الخامس
| اليابان | 0–1   | كندا      |
| ------- | ----- | --------- |
|         | تقرير | - بورك 4' |

## البارا كانو
حصلت اليابان على أماكن مؤهلة للمسابقات التالية من خلال بطولة العالم للتجديف السريع 2024 التابعة للاتحاد الدولي للتجديف في سيجد في المجر.
| الرياضي      | المسابقة     | الأشواط | الأشواط | نصف النهائي | نصف النهائي | النهائي | النهائي |
| الرياضي      | المسابقة     | الوقت   | الترتيب | الوقت       | الترتيب     | الوقت   | الترتيب |
| ------------ | ------------ | ------- | ------- | ----------- | ----------- | ------- | ------- |
| يوتا تاكاغي  | رجال كي إل 1 |         |         |             |             |         |         |
| مونيكا سيريو | نساء كي إل 1 |         |         |             |             |         |         |
| ساكي كوماتسو | نساء في إل 2 |         |         |             |             |         |         |
| شيهو مياجيما | نساء في إل 2 |         |         |             |             |         |         |
| شيهو مياجيما | نساء في إل 3 |         |         |             |             |         |         |

## الباراترياثلون
الرجال
| الرياضي       | الفئة               | السباحة | ت1 | الدراجة | الدراجة | الدراجة | الدراجة | ت2 | الجري | الجري | الجري | الجري | الوقت | الترتيب |
| الرياضي       | الفئة               | السباحة | ت1 | إل1     | إل2     | إل3     | إل4     | ت2 | إل1   | إل2   | إل3   | إل4   | الوقت | الترتيب |
| ------------- | ------------------- | ------- | -- | ------- | ------- | ------- | ------- | -- | ----- | ----- | ----- | ----- | ----- | ------- |
| جومبي كيمورا  | رجال بي تي دبليو سي |         |    |         |         |         |         |    |       |       |       |       |       |         |
| جوزيبي روميلي | رجال بي تي في آي    |         |    |         |         |         |         |    |       |       |       |       |       |         |
| هيديكي أودا   | رجال بي تي إس 4     |         |    |         |         |         |         |    |       |       |       |       |       |         |

النساء
| الرياضية    | الفئة           | السباحة | ت1 | الدراجة | الدراجة | الدراجة | الدراجة | ت2 | الجري | الجري | الجري | الجري | الوقت | الترتيب |
| الرياضية    | الفئة           | السباحة | ت1 | إل1     | إل2     | إل3     | إل4     | ت2 | إل1   | إل2   | إل3   | إل4   | الوقت | الترتيب |
| ----------- | --------------- | ------- | -- | ------- | ------- | ------- | ------- | -- | ----- | ----- | ----- | ----- | ----- | ------- |
| يوكاكو هاتا | نساء بي تي إس 2 |         |    |         |         |         |         |    |       |       |       |       |       |         |

## رفع الأثقال
| الرياضي       | المسابقة     | المحاولات (كغ) | المحاولات (كغ) | المحاولات (كغ) | المحاولات (كغ) | النتيجة (كغ) | الترتيب |
| الرياضي       | المسابقة     | 1              | 2              | 3              | 4              | النتيجة (كغ) | الترتيب |
| ------------- | ------------ | -------------- | -------------- | -------------- | -------------- | ------------ | ------- |
| كازوهيتو ساتو | رجال +107 كغ |                |                |                |                |              |         |

## التجديف
| الرياضي     | المسابقة            | الأشواط  | الأشواط | الإعادة  | الإعادة | النهائي | النهائي |
| الرياضي     | المسابقة            | الوقت    | الترتيب | الوقت    | الترتيب | الوقت   | الترتيب |
| ----------- | ------------------- | -------- | ------- | -------- | ------- | ------- | ------- |
| تاكويا موري | بي آر 1 فردي الرجال | 10:19.75 | 5 R     | 10:23.78 | 4 FB    |         |         |

## الرماية
شاركت اليابان بثلاثة رماة بارالمبيين في هذه الدورة بعد حصولهم على أماكن مؤهلة للمسابقات التالية بناءً على أفضل نتائجهم في كأس العالم 2022 و2023 و2024، بطولة العالم 2022 ‏، بطولة العالم 2023 ودورة الألعاب الآسيوية البارالمبية 2022 ‏، طالما حصلوا على الحد الأدنى من النتيجة المؤهلة بحلول 31 مايو 2020.
مختلط
| الرياضي       | المسابقة                                       | التأهيل | التأهيل | النهائي | النهائي |
| الرياضي       | المسابقة                                       | النقاط  | الترتيب | النقاط  | الترتيب |
| ------------- | ---------------------------------------------- | ------- | ------- | ------- | ------- |
| كازويا أوكادا | آر 3 - 10 متر بندقية هوائية مضطجع فئة إس إتش 1 |         |         |         |         |
| كازويا أوكادا | آر 6 - 50 متر بندقية مضطجع فئة إس إتش 1        |         |         |         |         |
| ميكا ميزوتا   | آر 5 - 10 متر بندقية هوائية مضطجع فئة إس إتش 2 |         |         |         |         |
| أكيكو سيغا    | آر 5 - 10 متر بندقية هوائية مضطجع فئة إس إتش 2 |         |         |         |         |

## السباحة
حصلت اليابان على خمس حصص في بطولة العالم للسباحة البارالمبية 2023 ‏.
الرجال
| الرياضي           | المسابقة                       | الأشواط | الأشواط | النهائي  | النهائي  |
| الرياضي           | المسابقة                       | النتيجة | الترتيب | النتيجة  | الترتيب  |
| ----------------- | ------------------------------ | ------- | ------- | -------- | -------- |
|                   | 50 متر سباحة حرة فئة إس 11     |         |         |          |          |
| تايو كاوابوتشي    | 400 متر سباحة حرة فئة إس 9     | 4:26.51 | 7 Q     |          |          |
| تايو كاوابوتشي    | 200 متر متنوع فردي فئة إس إم 9 |         |         |          |          |
|                   | 100 متر سباحة ظهر فئة إس 8     |         |         |          |          |
|                   | 100 متر سباحة صدر فئة إس بي 14 |         |         |          |          |
| ناوهيدي ياماغوتشي | 100 متر سباحة فراشة فئة إس 14  | 57.74   | 5 Q     |          |          |
| شونيا مورا كامي   | 100 متر سباحة فراشة فئة إس 14  | 1:00.15 | 12      | لم يتأهل | لم يتأهل |

النساء
| الرياضية | المسابقة                        | الأشواط | الأشواط | النهائي | النهائي |
| الرياضية | المسابقة                        | النتيجة | الترتيب | النتيجة | الترتيب |
| -------- | ------------------------------- | ------- | ------- | ------- | ------- |
|          | 200 متر متنوع فردي فئة إس إم 14 |         |         |         |         |

## تنس الطاولة
شاركت اليابان بسبعة رياضيين في تنس الطاولة بهذه الألعاب البارالمبية. تأهل كاتسويوشي ياغي وناتسوكي وادا لباريس 2024 بناء على نتائج الميدالية الذهبية، في فئتيهما المعنيتين، في دورة الألعاب الآسيوية البارالمبية 2022 ‏ في هانغتشو؛ بينما تأهل الرياضيون الآخرون للألعاب من خلال تخصيصات الترتيب العالمي النهائي للاتحاد الدولي لتنس الطاولة.
الرجال
| الرياضي                       | المسابقة             | دور الـ32                                 | دور الـ16                                  | ربع النهائي     | نصف النهائي     | النهائي / م.ب   | النهائي / م.ب |
| الرياضي                       | المسابقة             | المنافس النتيجة                           | المنافس النتيجة                            | المنافس النتيجة | المنافس النتيجة | المنافس النتيجة | الترتيب       |
| ----------------------------- | -------------------- | ----------------------------------------- | ------------------------------------------ | --------------- | --------------- | --------------- | ------------- |
| كازوكي شيتشينو                | فردي سي 4            |                                           |                                            |                 |                 |                 |               |
| كاتسويوشي ياغي                | فردي سي 7            |                                           |                                            |                 |                 |                 |               |
| كويو إيوابوتشي                | فردي سي 9            |                                           |                                            |                 |                 |                 |               |
| ماهيرو فونياما                | فردي سي 10           |                                           |                                            |                 |                 |                 |               |
| ماهيرو فونياما كاتسويوشي ياغي | زوجي الرجال إم دي 18 | —                                         | تشوينوفسكي / · غرودزين (بولندا) · خ 1–3    | لم يتأهلا       | لم يتأهلا       | لم يتأهلا       | لم يتأهلا     |
| غينكي سايتو كازوكي شيتشينو    | زوجي إم دي 8         | كريستوفر أديس / · تشين (أستراليا) · ف 3–0 | تشايووت / · غلينبانتشوين (تايلاند) · خ 0–3 | لم يتأهلا       | لم يتأهلا       | لم يتأهلا       | لم يتأهلا     |

النساء
| الرياضية        | المسابقة   | دور الـ32        | دور الـ16        | ربع النهائي      | نصف النهائي      | النهائي / م.ب    | النهائي / م.ب |
| الرياضية        | المسابقة   | المنافسة النتيجة | المنافسة النتيجة | المنافسة النتيجة | المنافسة النتيجة | المنافسة النتيجة | الترتيب       |
| --------------- | ---------- | ---------------- | ---------------- | ---------------- | ---------------- | ---------------- | ------------- |
| يوري تومونو     | فردي سي 8  |                  |                  |                  |                  |                  |               |
| ناتسوكي وادا    | فردي سي 11 |                  |                  |                  |                  |                  |               |
| كانامي فوروكاوا | فردي سي 11 |                  |                  |                  |                  |                  |               |

مختلط
| الرياضي                    | المسابقة       | دور الـ32                             | دور الـ16                                       | ربع النهائي     | نصف النهائي     | النهائي / م.ب   | النهائي / م.ب |
| الرياضي                    | المسابقة       | المنافس النتيجة                       | المنافس النتيجة                                 | المنافس النتيجة | المنافس النتيجة | المنافس النتيجة | الترتيب       |
| -------------------------- | -------------- | ------------------------------------- | ----------------------------------------------- | --------------- | --------------- | --------------- | ------------- |
| كويو إيوابوتشي يوكي تومونو | زوجي إكس دي 17 | سيميون / · تشيريبان (رومانيا) · ف 3–0 | لويز فيليبي مانارا / · راوين (البرازيل) · خ 1–3 | لم يتأهلا       | لم يتأهلا       | لم يتأهلا       | لم يتأهلا     |

## التايكوندو
شاركت اليابان برياضيين اثنين في منافسات التايكوندو في هذه الدورة من الألعاب البارالمبية. تأهل ميتسويا تاناكا وشونسوكي كودو لباريس 2024، بعد حلولهما ضمن أفضل ستة في الترتيب البارالمبي في فئتيهما المعنيتين.
| الرياضي        | المسابقة    | الجولة الأولى           | ربع النهائي                   | نصف النهائي              | الإعادة 1                          | النهائي / م.ب                             | النهائي / م.ب |
| الرياضي        | المسابقة    | المنافس النتيجة         | المنافس النتيجة               | المنافس النتيجة          | المنافس النتيجة                    | المنافس النتيجة                           | الترتيب       |
| -------------- | ----------- | ----------------------- | ----------------------------- | ------------------------ | ---------------------------------- | ----------------------------------------- | ------------- |
| ميتسويا تاناكا | رجال -58 كغ | ماهاتا (نيبال) · ف 19–3 | زيناليف (أذربيجان) · خ 5-6    | —                        | مارتين فيلالوبوس (إسبانيا) · خ 7-8 | لم يتأهل                                  | لم يتأهل      |
| شونسوكي كودو   | رجال -70 كغ | تقدم تلقائي             | ساموارانو (الأرجنتين) · ف 4-5 | تشيليك (تركيا) · خ 10-15 | تقدم تلقائي                        | خوان دييغو غارسيا لوبيز (المكسيك) · خ 5-3 | 5             |

## كرة السلة على الكراسي المتحركة
تأهل منتخب اليابان النسائي للمنافسة في هذه الدورة بعد حلولهن ضمن أفضل أربعة في البطولة النسائية للاتحاد الدولي لكرة السلة على الكراسي المتحركة لسنة 2024 ‏ في أوساكا.

### بطولة النساء
| الفريق                | مرحلة المجموعات | مرحلة المجموعات | مرحلة المجموعات  | مرحلة المجموعات | نصف النهائي     | النهائي         | الترتيب |
| الفريق                | المنافس النتيجة | المنافس النتيجة | المنافس النتيجة  | الترتيب         | المنافس النتيجة | المنافس النتيجة | الترتيب |
| --------------------- | --------------- | --------------- | ---------------- | --------------- | --------------- | --------------- | ------- |
| منتخب اليابان النسائي | هولندا          | ألمانيا         | الولايات المتحدة |                 |                 |                 |         |

## المبارزة بالسيف على الكراسي المتحركة
| الرياضي          | المسابقة                  | التأهيل | التأهيل | دور الـ16       | ربع النهائي     | نصف النهائي     | النهائي / م.ب   | النهائي / م.ب |
| الرياضي          | المسابقة                  | المنافس | الترتيب | المنافس النتيجة | المنافس النتيجة | المنافس النتيجة | المنافس النتيجة | الترتيب       |
| ---------------- | ------------------------- | ------- | ------- | --------------- | --------------- | --------------- | --------------- | ------------- |
| شينتارو كانو     | سيف الشيش الرجال فئة أ    |         |         |                 |                 |                 |                 |               |
| شينتارو كانو     | سيف الفلوريه الرجال فئة أ |         |         |                 |                 |                 |                 |               |
| شينتارو كانو     | سيف الصابر الرجال فئة أ   |         |         |                 |                 |                 |                 |               |
| ناوكي ياسو       | سيف الفلوريه الرجال فئة أ |         |         |                 |                 |                 |                 |               |
| ناوكي ياسو       | سيف الشيش الرجال فئة أ    |         |         |                 |                 |                 |                 |               |
| ميتشينوبو فوجيتا | سيف الشيش الرجال فئة ب    |         |         |                 |                 |                 |                 |               |
| ميتشينوبو فوجيتا | سيف الفلوريه الرجال فئة ب |         |         |                 |                 |                 |                 |               |
| أنري ساكوراي     | سيف الشيش النساء فئة ب    |         |         |                 |                 |                 |                 |               |
| أنري ساكوراي     | سيف الفلوريه النساء فئة ب |         |         |                 |                 |                 |                 |               |

## رغبي الكراسي المتحركة
تأهل منتخب اليابان ‏ للمنافسة في الألعاب البارالمبية، بناء على نتائج الميدالية الذهبية، في بطولة آسيا-أوقيانوسيا لرغبي الكراسي المتحركة 2023 في طوكيو.
الترتيب
| الفريق                  | مرحلة المجموعات | مرحلة المجموعات | مرحلة المجموعات | مرحلة المجموعات | نصف النهائي     | النهائي         | الترتيب |
| الفريق                  | المنافس النتيجة | المنافس النتيجة | المنافس النتيجة | الترتيب         | المنافس النتيجة | المنافس النتيجة | الترتيب |
| ----------------------- | --------------- | --------------- | --------------- | --------------- | --------------- | --------------- | ------- |
| المنتخب الوطني الياباني |                 |                 |                 |                 |                 |                 |         |

## كرة المضرب على الكراسي المتحركة
شاركت اليابان بلاعبين اثنين في منافسات كرة المضرب على الكراسي المتحركة خلال هذه الدورة من الألعاب البارالمبية بناء على نتائج الميدالية الذهبية في مسابقات الفردي لكل جنس في دورة الألعاب الآسيوية البارالمبية 2022 في هانغتشو، الصين.
| الرياضي                     | المسابقة    | دور ال64        | دور ال32                                 | دور ال16                             | ربع النهائي                     | نصف النهائي     | النهائي / م.ب   | النهائي / م.ب |
| الرياضي                     | المسابقة    | المنافس النتيجة | المنافس النتيجة                          | المنافس النتيجة                      | المنافس النتيجة                 | المنافس النتيجة | المنافس النتيجة | الترتيب       |
| --------------------------- | ----------- | --------------- | ---------------------------------------- | ------------------------------------ | ------------------------------- | --------------- | --------------- | ------------- |
| دايسوكي أراي                | فردي الرجال | تقدم تلقائي     | شيكوسانا (جنوب إفريقيا) · ف 6–1، 6–0     | هيويت (بريطانيا العظمى) · خ 5–7، 2–6 | لم يتأهل                        | لم يتأهل        | لم يتأهل        | لم يتأهل      |
| تاكويا ميكي                 | فردي الرجال | تقدم تلقائي     | دينغ (الصين) · ف 6–2، 6–1                | ريد (بريطانيا العظمى) · خ 1–6، 1–6   | لم يتأهل                        | لم يتأهل        | لم يتأهل        | لم يتأهل      |
| توكيتو أودا                 | فردي الرجال | تقدم تلقائي     | بارترام (بريطانيا العظمى) · ف 6–2، 7–6   | رودريغيز (البرازيل) · ف 6–0، 6–1     | إيغبيرينك (هولندا) · ف 6–4، 6–1 |                 |                 | الأول         |
| تاكاشي سانادا               | فردي الرجال | تقدم تلقائي     | ستراود (الولايات المتحدة) · ف 6–1، 6–2   | هودت (فرنسا) · خ 2–6، 5–7            | لم يتأهل                        | لم يتأهل        | لم يتأهل        | لم يتأهل      |
| دايسوكي أراي تاكاشي سانادا  | زوجي الرجال | —               | تقدم تلقائي                              |                                      |                                 |                 |                 |               |
| تاكويا ميكي توكيتو أودا     | زوجي الرجال | —               | تقدم تلقائي                              |                                      |                                 |                 |                 | الثاني        |
| يوي كاميجي                  | فردي النساء | —               | فينتر (جنوب إفريقيا) ·                   |                                      |                                 |                 |                 |               |
| موموكو أوتاني               | فردي النساء | —               | مورش (فرنسا) ·                           |                                      |                                 |                 |                 |               |
| ساكي تاكامورو               | فردي النساء | —               | مورينو (الأرجنتين) ·                     |                                      |                                 |                 |                 |               |
| مانامي تاناكا               | فردي النساء | —               | خانثاسيت (تايلاند) ·                     |                                      |                                 |                 |                 |               |
| يوي كاميجي مانامي تاناكا    | زوجي النساء | —               | تقدم تلقائي                              |                                      |                                 |                 |                 |               |
| موموكو أوتاني ساكي تاكامورو | زوجي النساء | —               | ماثيوسون / · فيليبس (الولايات المتحدة) · |                                      |                                 |                 |                 |               |

## أنظر أيضا
- اليابان في الألعاب البارالمبية  [لغات أخرى]‏

## وصلات خارجية
- قائمة فريق باريس 2024 على موقع اللجنة البارالمبية اليابانية  [لغات أخرى]‏ (باليابانية)

ّّ